# Allium melananthum
Allium melananthum är en amaryllisväxtart som beskrevs av Auguste Henri Cornut de Coincy. Allium melananthum ingår i släktet lökar, och familjen amaryllisväxter. IUCN kategoriserar arten globalt som nära hotad. Inga underarter finns listade i Catalogue of Life.

## Bildgalleri

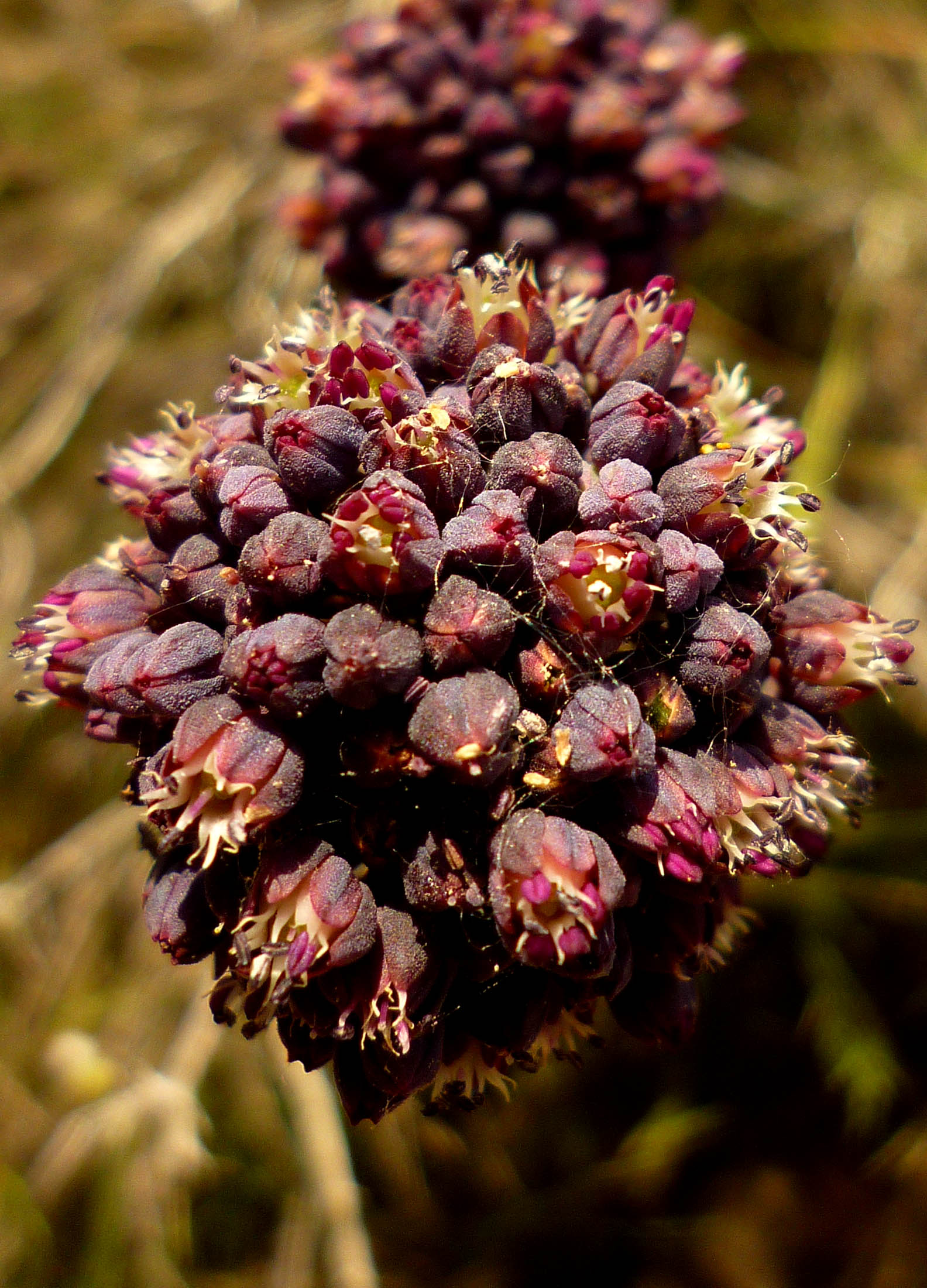
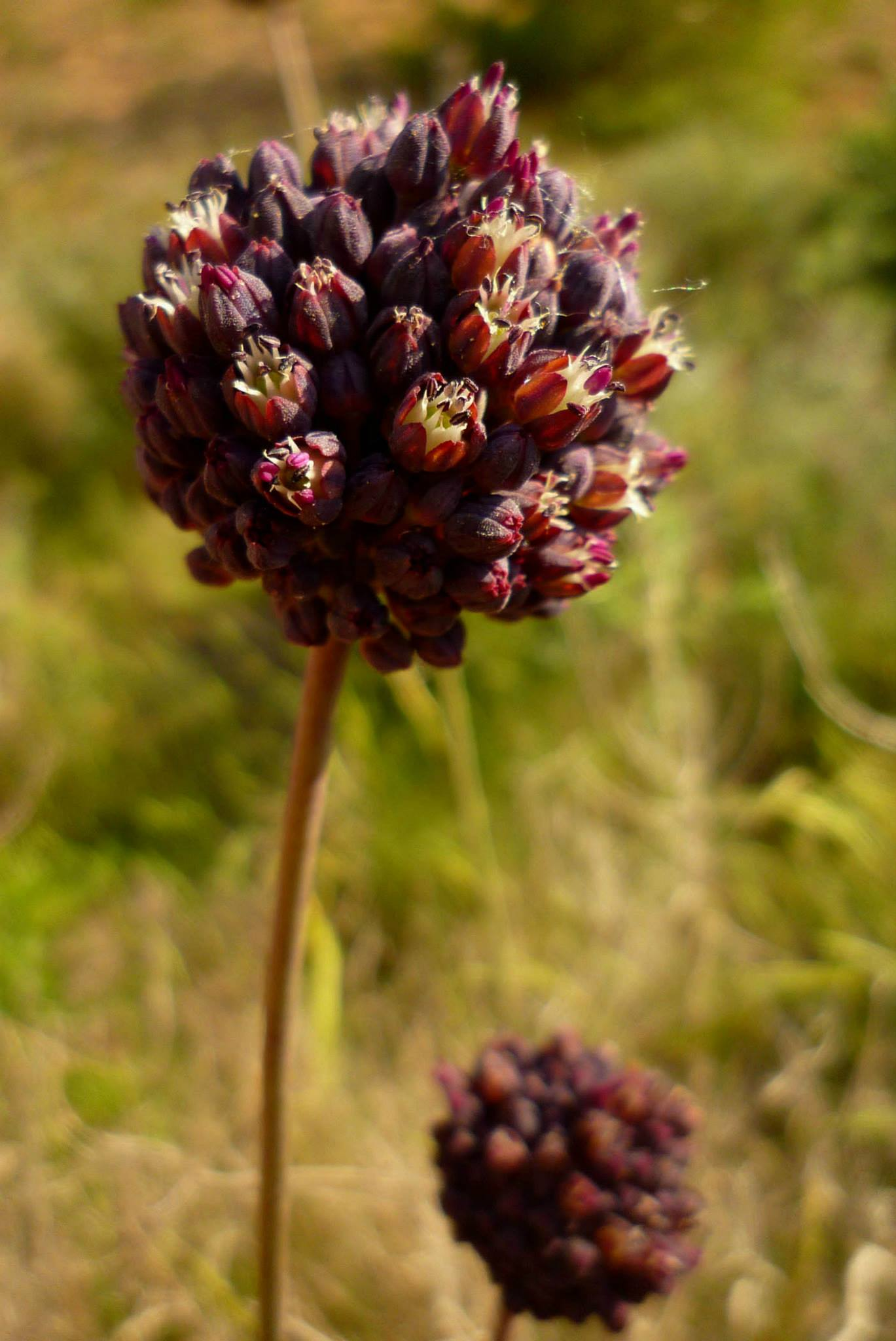